# Codex diplomaticus et epistolaris regni Bohemiae
lateinisch Codex diplomaticus et epistolaris regni Bohemiae (auch CDB) ist eine unter anderem von Gustav Friedrich zwischen 1904 und 2006 in Prag herausgegebene Urkundensammlung zur Geschichte Böhmens mit mehreren Bänden.

## Übersicht zum CDB
| Band      | Ursprungsjahr           | Herausgeber                       | Ausgabejahr |
| --------- | ----------------------- | --------------------------------- | ----------- |
| CDB I     | 805 – 1197              | Gustav Friedrich                  | 1904 – 1907 |
| CDB II    | 1198 – 1230             | Gustav Friedrich                  | 1912        |
| CDB III/1 | 1231 – 1238             | Gustav Friedrich                  | 1942        |
| CDB III/2 | 1238 – 1240             | Zdeněk Kristen                    | 1962        |
| CDB III/3 | Ergänzungen 1231 – 1240 | Jan Bistřický                     | 2000        |
| CDB III/4 | Register 1231 – 1240    | Jan Bistřický                     | 2002        |
| CDB IV/1  | 1241 – 1253             | Jindřich Šebánek und Saša Dušková | 1962        |
| CDB IV/2  | Register 1241 – 1253    | Jindřich Šebánek und Saša Dušková | 1965        |
| CDB V/1   | 1253 – 1264             | Jindřich Šebánek und Saša Dušková | 1974        |
| CDB V/2   | 1265 – 1278             | Jindřich Šebánek und Saša Dušková | 1981        |
| CDB V/3   | Ergänzungen 1253 – 1278 | Jindřich Šebánek und Saša Dušková | 1982        |
| CDB V/4   | Register 1253 – 1278    | Saša Dušková und Vladimír Vašků   | 1993        |
| CDB VI/1  | 1278 – 1283             | Zbyněk Sviták                     | 2006        |
| CDB VII/5 | Schreiber 1283 – 1306   | Dalibor Havel                     | 2011        |